# Nashville (película)
Nashville es una película estadounidense de 1975 dirigida por Robert Altman. La película es una extensa radiografía de las vidas de un enorme conjunto de personajes a lo largo de cinco días en la capital de Tennessee, Nashville.   
La película cuenta con un extenso reparto en el que se incluyen David Arkin, Barbara Baxley, Ned Beatty, Karen Black, Ronee Blakley, Keith Carradine, Geraldine Chaplin, Robert DoQui, Shelley Duvall, Allen Garfield, Henry Gibson, Scott Glenn, Jeff Goldblum, Barbara Harris, David Hayward, Michael Murphy, Cristina Raines, Bert Remsen, Lily Tomlin, Gwen Welles y Keenan Wynn.
Ganó el premio Óscar a la mejor canción por "I'm Easy", compuesta y cantada por uno de los actores del reparto: Keith Carradine.

## Premios

### Oscar
| Año  | Categoría                          | Nominado                  | Resultado |
| ---- | ---------------------------------- | ------------------------- | --------- |
| 1975 | Oscar a la mejor película          | Oscar a la mejor película | Candidata |
| 1975 | Oscar a la mejor dirección         | Robert Altman             | Candidato |
| 1975 | Oscar a la mejor actriz de reparto | Lily Tomlin               | Candidata |
| 1975 | Oscar a la mejor actriz de reparto | Ronee Blakley             | Candidata |
| 1975 | Oscar a la mejor canción original  | Keith Carradine           | Ganadora  |

### Premios César
| Año  | Categoría                 | Resultado |
| ---- | ------------------------- | --------- |
| 1976 | Mejor película extranjera | Nominada  |